# Житинці (Бердичівський район)
Жи́тинці — село в Україні, у Райгородоцькій сільській територіальній громаді Бердичівського району Житомирської області. Населення становить 154 особи (2001).

## Географія
Село розташоване на річці Клітенка.

## Населення
Згідно з переписом УРСР 1989 року чисельність наявного населення села становила 166 осіб, з яких 69 чоловіків та 97 жінок.
За переписом населення України 2001 року в селі мешкали 152 особи. 100 % населення вказало своєю рідною мовою українську мову.

## Історія
У XVII ст. належала роду Тишкевичів. Пізніше — дідичам Хоєцьким, які збудували тут православну церкву на честь св. Анни.
Станом на 1885 рік у колишньому власницькому селі Бистрицької волості Бердичівського повіту Київської губернії мешкало 220 осіб, налічувалось 21 дворове господарство, існували православна церква, кузня та млин.
12 червня 2020 року, відповідно до розпорядження Кабінету Міністрів України № 711-р «Про визначення адміністративних центрів та затвердження територій територіальних громад Житомирської області», територію та населені пункти Бистрицької сільської ради включено до складу Райгородоцької сільської територіальної громади Бердичівського району Житомирської області.